# Сотейник
Соте́йник (через рос. сотейник — «посудина для соте» від фр. sauté) — різновид сковороди (пательні) чи каструлі (баняка) з високими стінками і зазвичай довгою ручкою, достатньо масивний, глибокий.
Виготовляється зі сталі, міді, чавуну або алюмінію, латуні; буває різних розмірів, форм і місткості. Може бути емальованим або з тефлоновим покриттям усередині.
Використовується для сотеювання, варіння, пасерування, тушкування, смаження в олії, приготування кулінарних кремів, соусів тощо. Зручний для приготування страв, що вимагають струшування і відносно високої температури приготування, а також там, де необхідно зберегти рідину у страві до кінця готування.
Якщо у сотейника відсутні неметалеві деталі (зазвичай ручка), то його можна ставити в духовку.
Часто слово «сотейник» плутають або помилково вживають для позначення будь-якої малої каструлі (пор. рондлик).

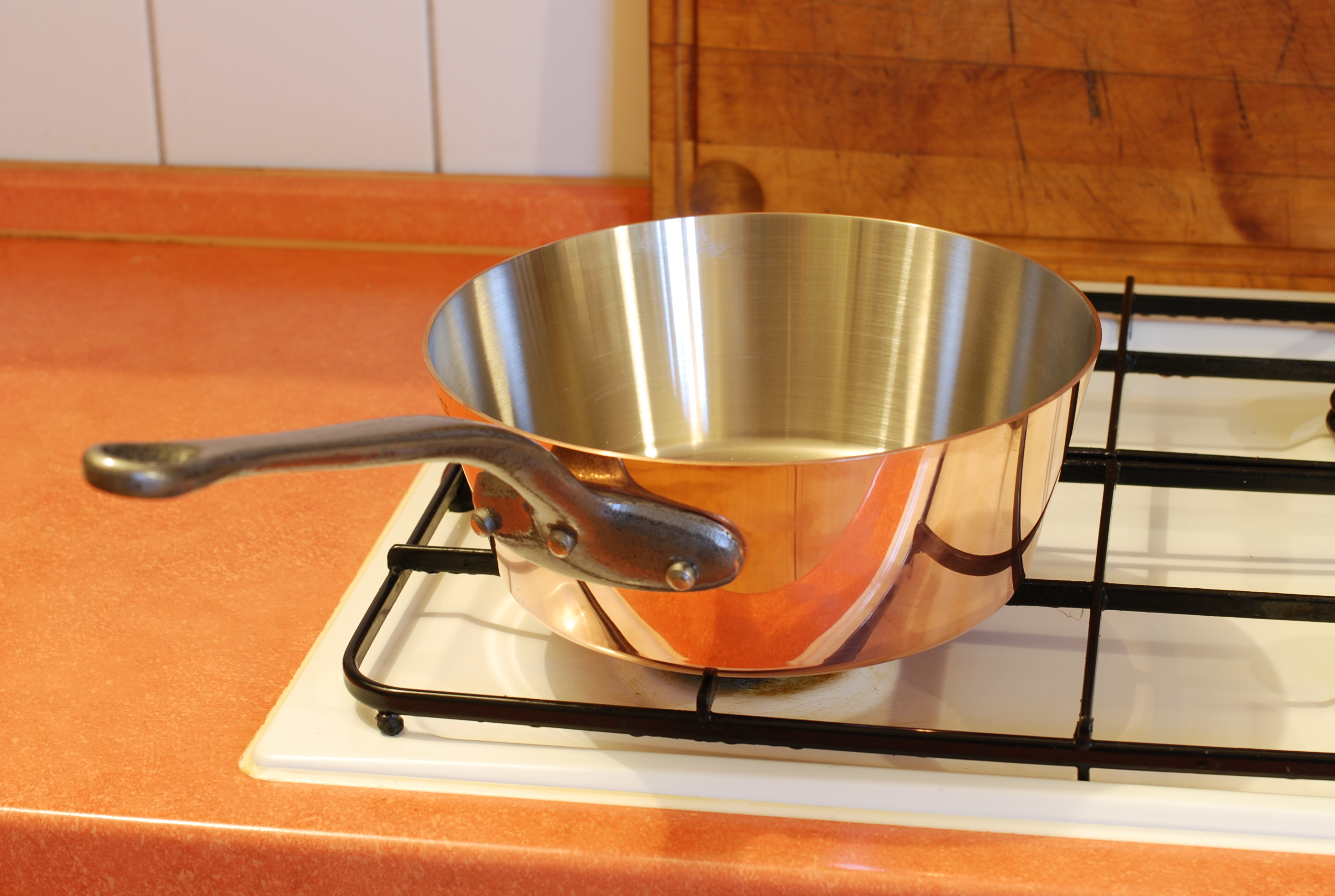
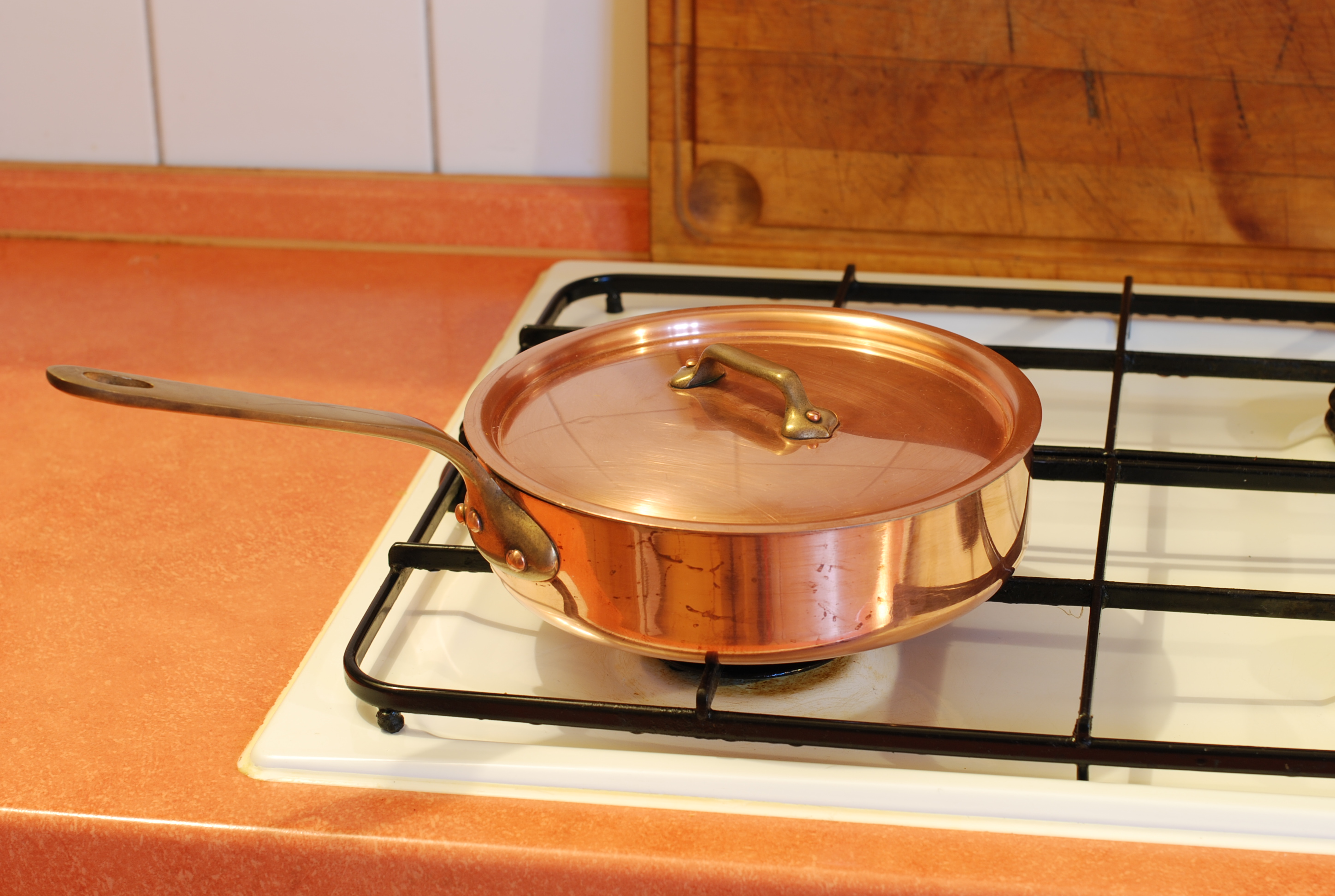